# آرون فيجاي
آرون فيجاي هو ممثل هندي، ولد في 19 نوفمبر 1977 في الهند.

## وصلات خارجية
- آرون فيجاي على موقع IMDb (الإنجليزية)
- آرون فيجاي على موقع كينوبويسك (الروسية)